# 2차원 콤플렉스
2차원 콤플렉스(일본어: 二次元コンプレックス), 일명 니지콘(일본어: 二次コン)은 2차원의 애니메이션 및 만화 속 등장인물들에게 현실의 사람들에게보다 더욱 시각적, 물리적, 감정적 매력을 느끼는 감정이나 견해이다.

## 개요
2차원 콤플렉스는 애니메이션, 만화, 게임 속 가공의 등장인물들에게 매력을 느끼는 것을 가리킨다. 2차원 콤플렉스는 오타쿠 문화 장르에서 나타날 수 있다.
2차원 콤플렉스는 등장인물 간의 사랑 및 성적 관계를 다룬 만화 장르의 예술과 문학 작품들에서 주로 나타나며, 이 작품들은 플롯 내 등장인물을 아름답게 하기 위해 다양한 미적 그림들과 예쁜 특성들을 드러낸다. 라이트 노벨, 미소녀, 미소년, 백합, 야오이, 로리콘, 쇼타콘, 에로게, 헨타이 등의 다양한 장르와 관련이 있다.

## 같이 보기
- 오타쿠
- 모에